# Klostersogn
Klostersogn er et sogn i Horsens Provsti (Århus Stift) Nim Herred.
Sognet blev oprettet i 1904 og lå i Horsens købstad, som geografisk hørte til Nim Herred i Skanderborg Amt. Ved kommunalreformen i 1970 indgik købstaden i Horsens Kommune.
I Klostersogn ligger Klosterkirken og Hospitalskirken.
I sognet findes følgende autoriserede stednavne:
- Bygholm (ejerlav, landbrugsejendom)
- Mødholt (bebyggelse)
- Næsset (bebyggelse)
- Sønder Lindskov (bebyggelse)